# كيت غروز
كيت غروز (بالإنجليزية: Kate Grose) هي مجدفة بريطانية، ولدت في 7 فبراير 1959 في Haverhill, Suffolk ‏ في المملكة المتحدة.

## وصلات خارجية
- كيت غروز على موقع الاتحاد الدولي للتجديف (الإنجليزية)
- كيت غروز على موقع اللجنة الأولمبية الدولية (الإنجليزية)
- كيت غروز على موقع أوليمبيديا (الإنجليزية)
- كيت غروز على موقع اللجنة الأولمبية البريطانية (الإنجليزية)